# Кефей
Кефей (дав.-гр. Κηφεύς), Цефей — у давньогрецькій міфології — син Бела та Авхіної, брат Фінея, чоловік Кассіопеї, батько Андромеди, цар Ефіопії.